# Бо Беннетт
Бо Беннетт (англ. Beau Bennett; нар. 27 листопада 1991, Гардена) — американський хокеїст, крайній нападник.
Отримав найвищу позицію на драфті НХЛ з усіх гравців, що народилися в Каліфорнії.
Володар Кубка Стенлі.

## Ігрова кар'єра
Хокейну кар'єру розпочав 2008 року виступами в юніорському складі «Лос-Анджелес Кінгс». Сезон 2009/10 Бо провів у складі «Пентіктон Веес» (БКХЛ).
2010 року був обраний на драфті НХЛ під 20-м загальним номером командою «Піттсбург Пінгвінс».
У 2010 році дебютував у складі хокейної команди Денверського університету. 13 квітня 2012, Беннетт підписав трирічний контракт початкового рівня з «Піттсбург Пінгвінс».
14 лютого 2013 року Беннетта викликали з фарм-клубу «пінгвінів» «Віклс-Беррі/Скрентон Пінгвінс» (АХЛ). 15 лютого він дебютує в матчі проти «Вінніпег Джетс», а 24 лютого закидає першу шайбу в ворота «Тампа-Бей Лайтнінг». У тому ж сезоні Бо провів і перші матчі в плей-оф Кубка Стенлі. Свою єдину шайбу в плей-оф він закинув у ворота, які захищав Євген Набоков («Нью-Йорк Айлендерс»).
Сезон 2013/14 став неповним для Беннетта через травму зап'ястя, яку він зазнав у матчі проти «Айлендерс» 22 листопада 2013 року. Повернувся до складу «Пінгвінс» 28 березня 2014 року в матчі проти «Колумбус Блю-Джекетс» до того ж закинув вирішальну шайбу в овертаймі 2–1.
12 червня 2016 року, Беннетт перший каліфорнієць, що здобув Кубок Стенлі, хоч в сезоні 2015/16 він зіграв лише 33 матчі в складі «пінгвінів» у регулярному чемпіонаті та один матч в плей-оф.
25 червня 2016 року, Беннетт потрапив до обміну між «Нью-Джерсі Девілс» та «Піттсбург Пінгвінс».
Як вільний агент, 1 липня 2017 року уклав однорічний контракт на суму $650 000 доларів США з «Сент-Луїс Блюз». Провівши за «блюзменів» лише вісім матчів решту сезону Бо відіграв за фарм-клуб АХЛ «Чикаго Вулвс».
У міжсезоння, як обмежено вільний агент, Беннетт вирішив припинити свою кар'єру в Північній Америці. 6 липня 2018 року уклав однорічний контракт з білоруським клубом КХЛ «Динамо» (Мінськ). 19 вересня 2018 року сторони вирішили розірвати угоду.
Повернувшись до Північної Америки нападник провів весь час до кінця сезону поза грою. Як вільний агент 1 липня 2019 року Беннетт уклав однорічну угоду з клубом НХЛ «Аризона Койотс», провівши сезон у фарм-клубі «Тусон Роудраннерс». 26 червня 2021 року хокеїст оголосив про завершення кар’єри.

## Нагороди та досягнення
- Володар Кубка Стенлі в складі «Піттсбург Пінгвінс» — 2016.[14]

## Статистика
| Сезон        | Клуб                            | Ліга         | Регулярний сезон | Регулярний сезон | Регулярний сезон | Регулярний сезон | Регулярний сезон | Плей-оф | Плей-оф | Плей-оф | Плей-оф | Плей-оф |
| Сезон        | Клуб                            | Ліга         | І                | Г                | П                | О                | ШХ               | І       | Г       | П       | О       | ШХ      |
| ------------ | ------------------------------- | ------------ | ---------------- | ---------------- | ---------------- | ---------------- | ---------------- | ------- | ------- | ------- | ------- | ------- |
| 2008–09      | «Лос-Анджелес Кінгс» (юніори)   | T1EHL        | 46               | 25               | 33               | 58               | 10               | —       | —       | —       | —       | —       |
| 2009–10      | «Пентіктон Веес»                | БКХЛ         | 56               | 41               | 79               | 120              | 20               | 15      | 5       | 9       | 14      | 6       |
| 2010–11      | Денверський університет         | НКАА         | 37               | 9                | 16               | 25               | 18               | —       | —       | —       | —       | —       |
| 2011–12      | Денверський університет         | НКАА         | 10               | 4                | 9                | 13               | 25               | —       | —       | —       | —       | —       |
| 2012–13      | «Віклс-Беррі/Скрентон Пінгвінс» | АХЛ          | 39               | 7                | 21               | 28               | 18               | —       | —       | —       | —       | —       |
| 2012–13      | «Піттсбург Пінгвінс»            | НХЛ          | 26               | 3                | 11               | 14               | 6                | 6       | 1       | 0       | 1       | 0       |
| 2013–14      | «Піттсбург Пінгвінс»            | НХЛ          | 21               | 3                | 4                | 7                | 0                | 12      | 1       | 4       | 5       | 8       |
| 2013–14      | «Віклс-Беррі/Скрентон Пінгвінс» | АХЛ          | 3                | 0                | 1                | 1                | 0                | —       | —       | —       | —       | —       |
| 2014–15      | «Піттсбург Пінгвінс»            | НХЛ          | 49               | 4                | 8                | 12               | 16               | 2       | 0       | 0       | 0       | 0       |
| 2015–16      | «Піттсбург Пінгвінс»            | НХЛ          | 33               | 6                | 6                | 12               | 10               | 1       | 0       | 0       | 0       | 0       |
| 2016–17      | «Нью-Джерсі Девілс»             | НХЛ          | 65               | 8                | 11               | 19               | 20               | —       | —       | —       | —       | —       |
| 2017–18      | «Чикаго Вулвс»                  | АХЛ          | 60               | 12               | 45               | 57               | 30               | 1       | 0       | 0       | 0       | 2       |
| 2017–18      | «Сент-Луїс Блюз»                | НХЛ          | 6                | 0                | 0                | 0                | 0                | —       | —       | —       | —       | —       |
| 2018–19      | «Динамо» (Мінськ)               | КХЛ          | 5                | 0                | 1                | 1                | 2                | —       | —       | —       | —       | —       |
| 2019–20      | «Тусон Роудраннерс»             | АХЛ          | 55               | 12               | 28               | 40               | 18               | —       | —       | —       | —       |         |
| Усього в НХЛ | Усього в НХЛ                    | Усього в НХЛ | 200              | 24               | 40               | 64               | 52               | 21      | 2       | 4       | 6       | 8       |